# Werner Deinert
Werner Deinert (Berlijn, september 1931 - maart 2010) was een Duitse muzikant (trompet, trombone, saxofoon en piano) en orkestleider in de jazz en amusementsmuziek.
Deinert studeerde aan de Hochschule für Musik Berlin en leidde een orkest, waarmee hij in danspaleizen en Amerikaanse clubs optrad. Ook maakte hij hiermee plaatopnames voor Metrophon, zoals "Morchen's Boogie". In 1960 doekte hij de groep op en ging hij spelen in het Berliner Polizeiorchester.

## Discografie (selectie)
- Die Grossen Tanz-orchester 1930-1950 (duo-plaat met Joe Wick, op cd opnames 1951-1953)